# 土耳其駐臺代表列表
本列表為土耳其共和國駐中華民國（臺灣）歷任大使與代表名錄。雙方已無正式外交關係。

## 無邦交時期

### 代表機構
1993年11月12日，土耳其於中華民國首都臺北設立具大使館功能的土耳其經濟代表團（Turkish Economic Mission），後於1994年初更名為駐台北土耳其貿易辦事處（Turkish Trade Office in Taipei）。

### 歷任代表（1993年至今）
| 姓名                 | 姓名（土耳其文） | 到任           | 離任           | 外交職務                           |
| -------------------- | ---------------- | -------------- | -------------- | ---------------------------------- |
| 馬廷·席爾曼          |                  | 1993年11月12日 | 1995年7月1日   | 代表 （Representative），下同      |
| 尤思·索勒馬斯 薛力勉 |                  | 1995年8月1日   | 1998年12月1日  | 代表                               |
| 頭曼·蘇冉寇克        |                  | 1998年12月1日  | 2001年12月16日 | 代表                               |
| 坦朱·余樂耕          |                  | 2001年12月21日 | 2004年3月1日   | 代表                               |
| 阿勒克               |                  | 2004年2月29日  | 2005年3月1日   | 代表                               |
| 布拉克·古塞爾        |                  | 2005年3月1日   | 2008年8月1日   | 代表                               |
| 艾若坦               |                  | 2008年9月1日   | 2010年10月17日 | 代表                               |
| 巴康                 |                  | 2010年10月22日 | 2012年11月30日 | 代表                               |
| 艾瑞康               |                  | 2012年12月1日  | 2017年11月30日 | 代表                               |
| 巴沐恩               |                  | 2017年12月15日 | 2019年7月31日  | 代表                               |
| 努魯拉·阿伊瓦茲      |                  | 2019年8月1日   | 2020年7月      | 代理代表 （Acting Representative） |
| 貝定可               |                  | 2020年7月24日  | 2024年7月      | 代表                               |
| 柯睿                 |                  | 2024年9月      | 現任           | 代表                               |

## 外部連結
- 駐臺北土耳其貿易辦事處（Facebook）